# Żołnierska Trybuna
„Żołnierska Trybuna” – gazeta Warszawskiego Okręgu Wojskowego.
„Żołnierska Trybuna” ukazywała się od września 1949 co dziesięć dni. Ostatni, 56. numer gazety dotarł do czytelników w styczniu 1951.